# Ханава (Фукусіма)

36°57′26″ пн. ш. 140°24′35″ сх. д. / 36.95722° пн. ш. 140.40972° сх. д.
Хана́ва (яп. 塙町, はなわまち, МФА: [hanawa mat͡ɕi̥]) — містечко в Японії, в повіті Хіґасі-Сіракава префектури Фукусіма. Станом на 1 жовтня 2008 площа містечка становила 211,60 км². Станом на 1 січня 2009 населення містечка становило 10 059 осіб.